# Ben Sombogaart

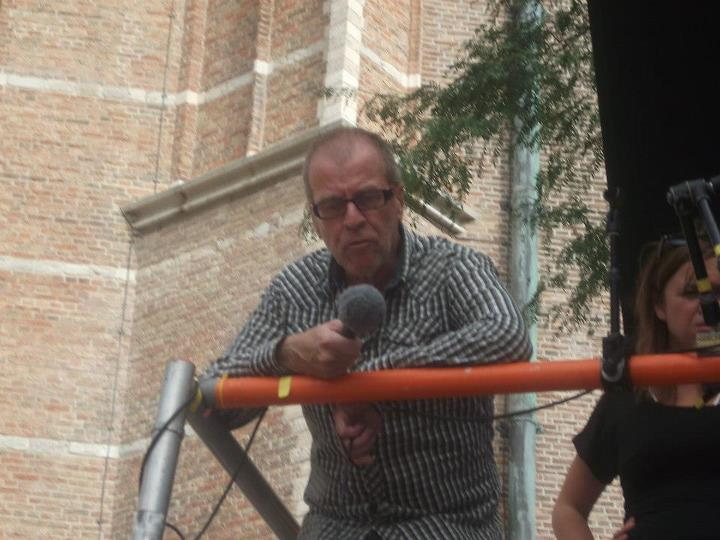
Ben Sombogaart

Ben Sombogaart (* 8. August 1947 in Amsterdam) ist ein niederländischer Film- und Fernsehregisseur.

## Leben
Sombogaart studierte an der Nederlandse Film en Televisie Academie in Amsterdam. Seine erste Regie war die Fernsehserie Allemaal tuig! (ab 1982). Er wurde zunächst durch Fernseh- und Kinderfilme bekannt, darunter Abeltje, Het Zakmes, der mit einem Emmy ausgezeichnet wurde, und Mijn Vader woont in Rio.
Sein Film Die Zwillinge (2002), sein erster Film nicht für Kinderpublikum, brachte ihm internationale Anerkennung und war für den Oscar/Bester fremdsprachiger Film nominiert. Sein in den Niederlanden erfolgreicher Film De Storm über die Flutkatastrophe von 1953 gewann einen Outstanding Film Achievement Award auf dem Stony Brook Film Festival 2010. Auch sein Film Bride Flight von 2008 war sehr erfolgreich in den niederländischen Kinos.  Abeltje, Het Zakmes, Die Zwillinge (beste Regie) und Kreuzzug in Jeans (2007) erhielten jeweils ein Goldenes Kalb auf dem niederländischen Filmfestival. 

## Filmografie (Auswahl)
- 1989: Mein Vater wohnt in Rio (Mijn Vader woont in Rio)
- 1993: Das Taschenmesser (Het Zakmes)
- 1996: Der Junge, der nicht mehr sprechen wollte (De jongen die niet meer praatte)
- 1996: Mijn Franse tante Gazeuse
- 1998: Abeltje, der fliegende Liftboy (nach Annie M. G. Schmidt, Abbeltje  TV)
- 2002: Die Zwillinge (De Tweeling)
- 2004: Ein Platz für Pluk (Pluk van de Petteflet, nach Annie M. G. Schmidt)
- 2004: Ibbeltje (nach Annie M. G. Schmidt, TV)
- 2006: Kreuzzug in Jeans (Crusade in Jeans, nach Thea Beckman)
- 2008: Bride Flight
- 2009: De Storm
- 2011: Isabelle (nach Tessa de Loo)
- 2016: Knielen op een bed violen
- 2022: Meine beste Freundin Anne Frank